# Vincent Boreing
Pour les articles homonymes, voir Boreing.
Vincent Boreing (né le 24 novembre 1839 – mort le 16 septembre 1903) est un homme politique américain. Il a été le représentant du Kentucky à la Chambre des représentants des États-Unis. La localité de Boreing (Kentucky) a été nommée en son honneur.

## Biographie
Boreing naît près de Jonesborough, dans le comté de Washington (Tennessee). En 1847, il suit son père, qui déménage dans le comté de Laurel.
Boreing fréquente le séminaire Laurel de London (Kentucky) et le Tusculum College (en) de Greeneville (Tennessee). Il devient par la suite soldat dans l'Armée de l'Union dans la compagnie A du 24e régiment de volontaires d’infanterie du Kentucky (en) le 1er novembre 1861.
De 1868 à 1872, Boreing est surintendant des écoles publiques du comté. En 1875, il fonde le Mountain Echo à London, premier journal républicain dans le sud-est du Kentucky.
Boreing occupe divers postes par la suite : juge de comté en 1886, président de Cumberland Valley Land Co. en 1887, président de la First National Bank of London en 1888 et chef de département de la Grand Army of the Republic du Kentucky en 1889.
Boreing est élu au 56e (en), 57e (en) et 58e Congrès des États-Unis (en), représentant l'État du 4 mars 1899 jusqu'à sa mort le 16 septembre 1903. Il est enterré au cimetière de Pine Grove.